# Percurso pedestre de Grande Rota

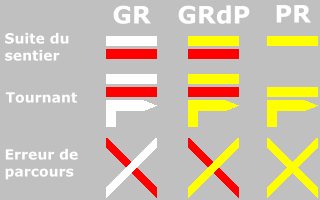
Sinalização dos GR

Os Trilhos  de Grande Rota - Sentiers de grande randonnée em francês - assinalados como GR, são percurso pedestres devidamente marcados e que cobrem várias centenas de quilómetros, como o Tour du Mont Blanc que é formado por 170 km

## Exemplos
A nível Europeu há os Trilhos Europeus de Grande Rota que  se apoiam nestes GR como no caso do Tour du Mont Blanc e mais ainda com o  que liga o mar do Norte, em Hoek van Holland, para chegar ao mar Mediterrâneo, em Nice em França, totalizando 2600 km de distância.
Nas alturas do País de Gex encontra-se o Tour du Balcon du Léman - literalmente; balcão do Lemano - com uma vista panorama sobre o lago Lemano e a cordilheira dos Alpes (fr:Sentier_de_grande_randonnée#GR non numérotés)

### Portugal:Percursos Pedestres de Grande Rota
- GR 5 Fojos circular, 35km, Vieira do Minho / Minho
- GR 11-E9 Caminho de Santiago, international, linear
- GR 12-E7 international, linear
- GR 13-E4 Via Algarviana, international, linear, 240km
- GR 14 Rota dos Vinhos da Europa, international, linear,
- GR 17 Travessia do Alto Coura, circular, 52.3km
- GR 22 Rota das Aldeias Históricas, circular, 540km
- GR 23 Serra do Caldeirão, circular, 45km
- GR 26 Terras de Sicó, circular, 9 stages, 200km
- GR 28 Por Montes e Vales de Arouca, circular, 83km
- GR 29 Rota dos Veados, circular, 53km
- GR 30 Grande Rota das Linhas de Torres, circular, 112km, Lisboan and Vale do Tejo
- GR 117 Geira Romana, international, linear
- Travessia do Alvão, circular, 54km
- Travessia da Ribeira Minho, linear, 95.7km
- Soajo Peneda, circular, 77km

## Lista dos GR (FR)
Na versão francesa monstra-se e descrevem-se os :
- 300 GR da França ou os
- 30 GR da Bélgica e  os
- 4 GR Espanhóis

## Imagens

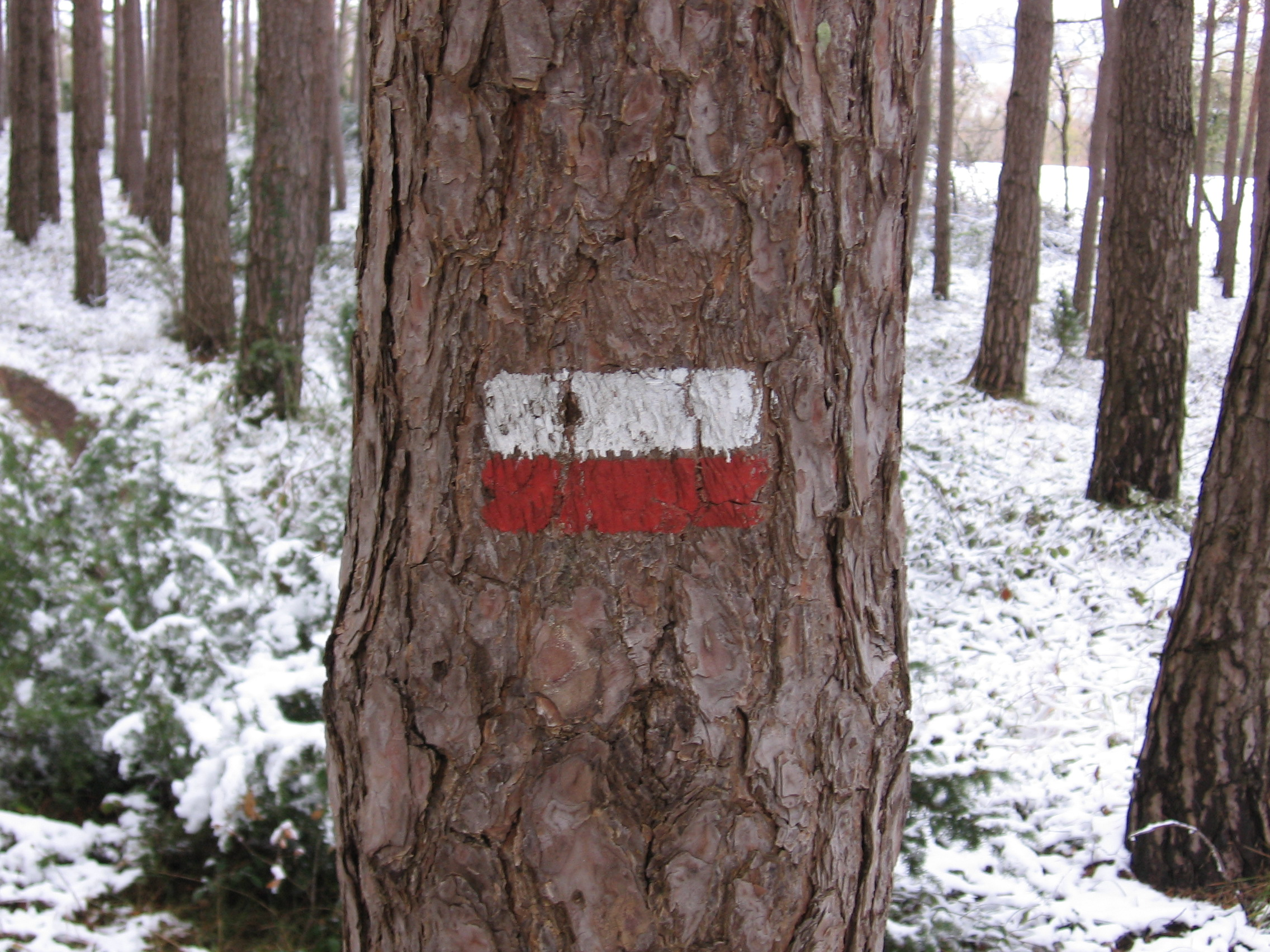
Está-se mesmo num GR
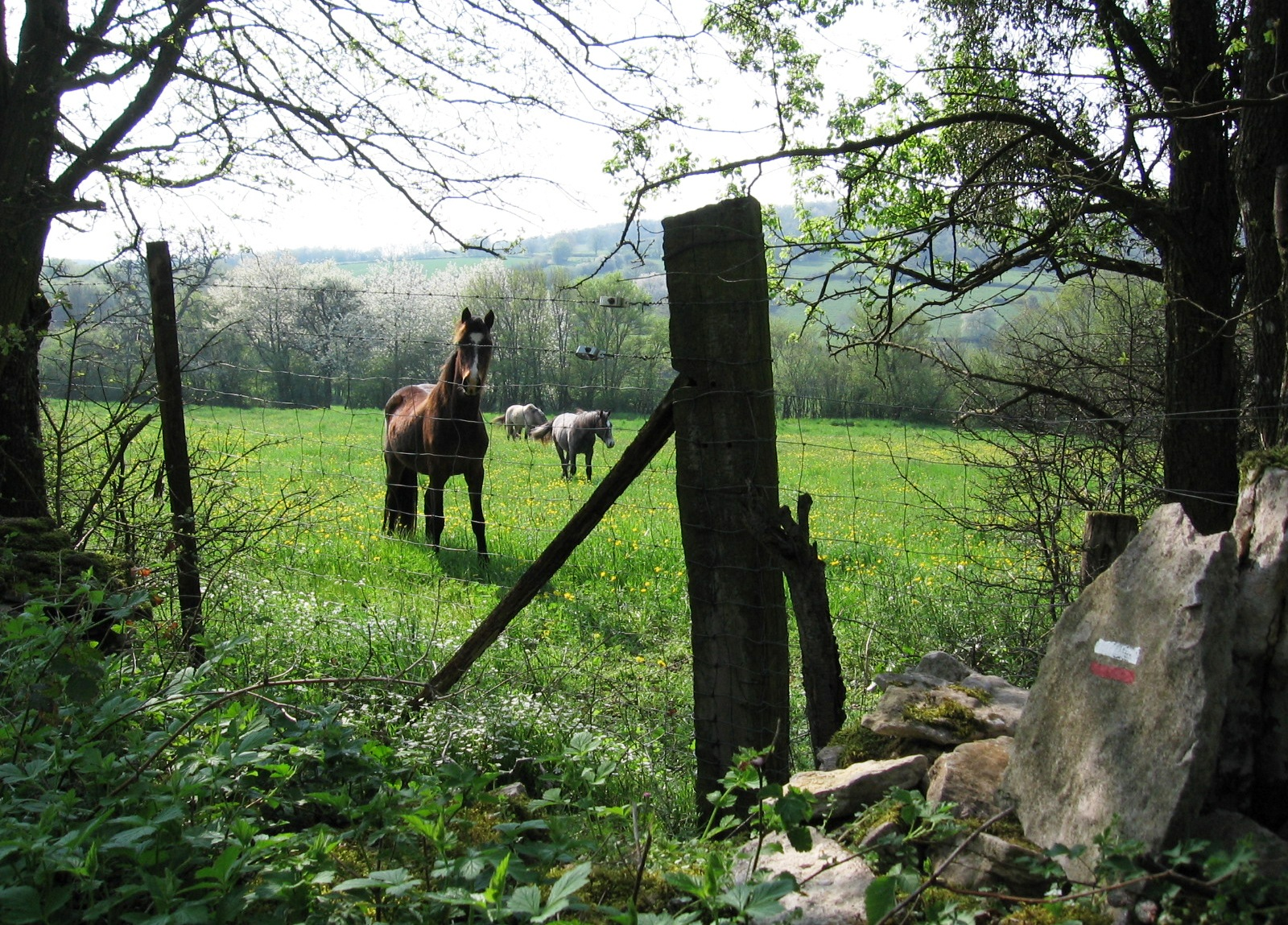
Sinalização na pedra
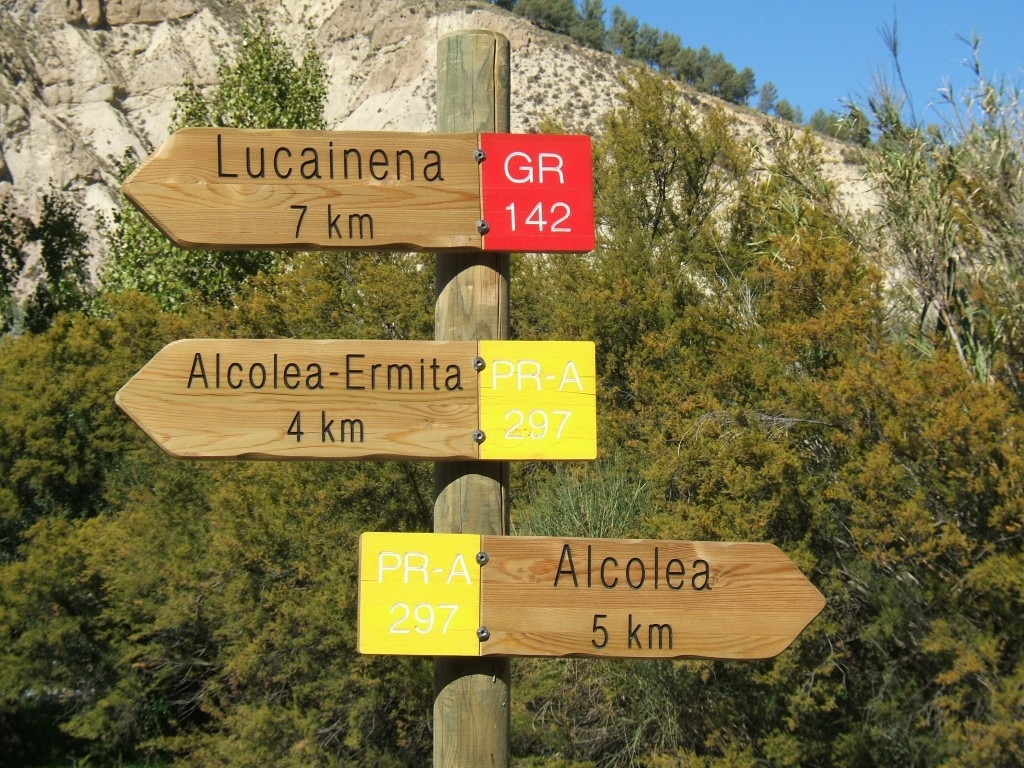
Em Espanha